# Žlučové kameny
Žlučové kameny (odborně cholelitiáza) je onemocnění žlučových cest. Vzniká v důsledku nepoměru mezi koncentracemi jednotlivých základních složek žluči – cholesterolu, soli žlučových kyselin a fosfolipidy. Patří k nejčastějším onemocněním středního věku.

## Popis

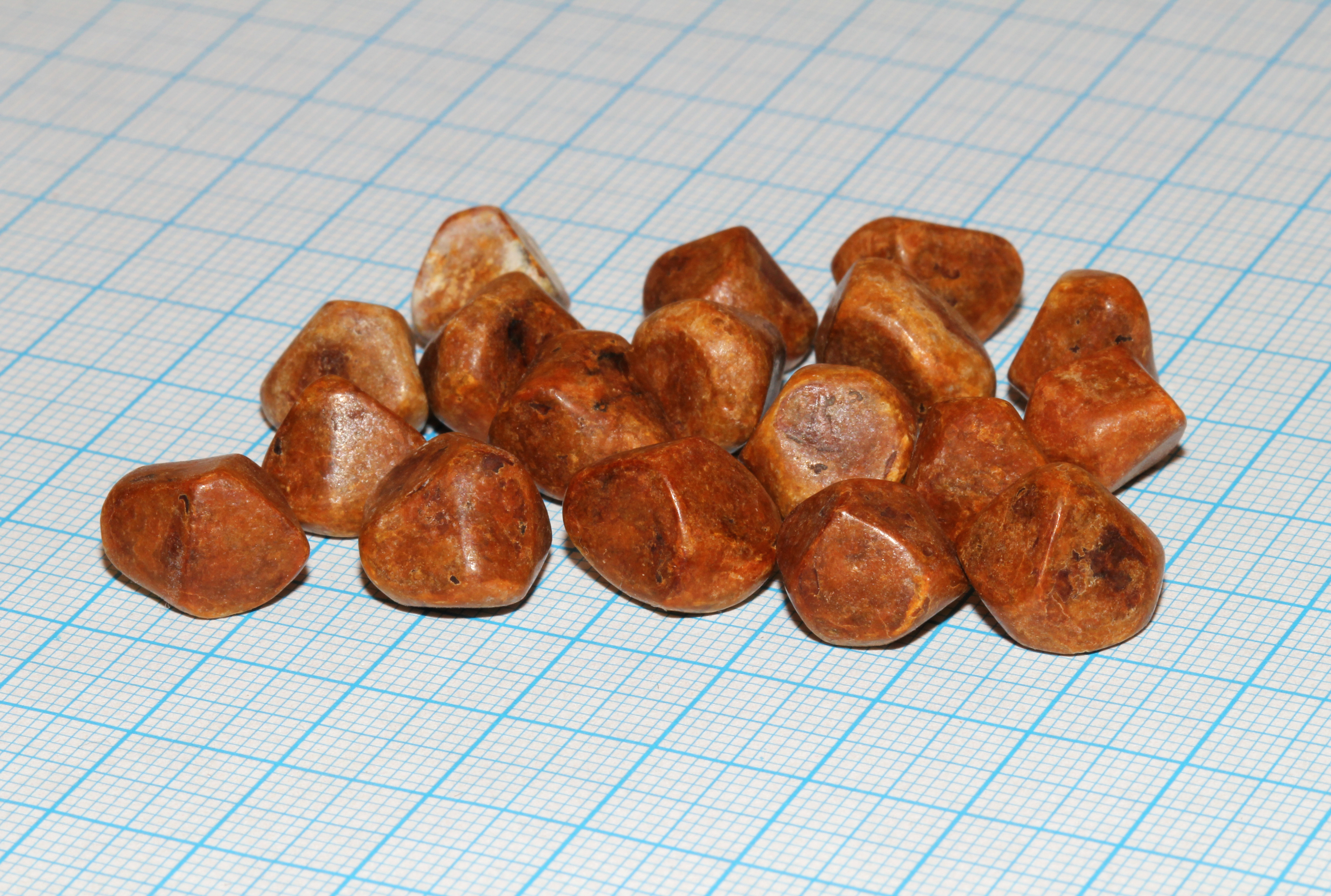
Žlučové kameny

Jedná se o malé kameny ve žlučníku, které jsou složené z bilirubinu, žlučových kyselin a vápníku. Podle převažující složky se dále dělí na:
- Cholesterolové – solitární, kulovité, na řezu radiální (paprskovité) uspořádání krystalků cholesterolu, vznikají při zvýšené koncentraci cholesterolu ve žluči – jedná se o tzv. litogenní žluč[1] (příčina – dieta s vysokým obsahem tuků)
- Pigmentové – Jsou méně časté, rozlišujeme černé a hnědé.[2]
  - Černé – vyskytují se ve vyšší četnosti, jsou tuhé a vznikají při nákaze žloutenkou (zvýšený obsah bilirubinu)
  - Hnědé – jsou mazlavé a vznikají při poruše vylučování moči neboli cholestáze
- Smíšené – opět se vyskytují ve větším počtu, mají ostré hrany a vznikají v důsledku chronických zánětlivých změn žlučníku, jejich přítomnost v žlučníku je považována za stav předcházející vzniku maligního nádoru, tedy rakovině.

Onemocnění žlučovými kameny se může vyskytovat ve třech formách – asymptomatické, dyspeptické a kolikové. Během asymptomatické formy výskytu se kameny ve žlučníku nijak neprojevují a jejich přítomnost je často objevena až při pitvě. V dyspeptické formě žlučové kameny doprovázejí nespecifické příznaky, jakými jsou například nadýmání, plynatost, průjmy, bolesti břicha, říhání či pocit plnosti. Možná je citlivost v pravém podžebří, která již onemocnění přímo indikuje. Poslední z forem zvaná koliková je typickým projevem cholelitiázy.

## Diagnóza
Prostá žlučová kolika mívá trvání v rozsahu několika hodin, může být však častá, i dennodenní nebo se naopak objevuje po letech. Pacient trpí záchvaty bolesti v pravém podžebří vystřelující pod pravou lopatku a je mnohdy z tohoto důvodu nucen přecházet nebo hledat úlevovou polohu, čímž se kolika liší od zánětu. K zánětu žlučníku může kolika vést při déle trvajících bolestech.
Pro potvrzení diagnózy se provádí klinický obraz za pomoci sonografického vyšetření nebo rentgenu břicha (obsahují-li kameny vápník). Pro přesnou představu o tvaru a uložení se provádí endoskopické vyšetření pro zobrazování vnitřních dutin, konkrétně ERCP.

## Komplikace
Mezi možné komplikace patří akutní nebo chronická zánětlivá onemocnění žlučníku a žlučových cest. Dále může dojít k poruše vylučování žluči neboli hydropsu žlučníku. Vzniká jako následek ucpání vývodu žlučníku. Projdou-li kameny vývodem žlučníku zvaným cystikem, mohou se zablokovat v papile, což má za následek vznik pankreatitidy, žloutenky nebo bakteriální infekce žlučových cest.
Kameny také mohou srůstat s okolní tkání a nakonec mohou vycestovat také do střev nebo břišní stěny. Dojít může i ke vzniku rakoviny žlučníku.

## Léčba žlučových kamenů
Jedná-li se o koliku bez infekčních projevů, pacient se léčí klidem na lůžku. Účinné jsou i teplé obklady pravého podžebří. Podávají se léky tlumící bolest a stahy žlučníku (analgetika a spasmolytika). První dva dny pacient podstupuje čajovou dietu, po odeznění záchvatu poté žlučníkovou dietu.
Radikálním způsobem léčby potom je chirurgický zákrok, klasicky nebo laparoskopicky za pomoci endoskopických nástrojů. Chirurgický zákrok by měl být proveden co nejdříve po zjištění cholelitiázy, aby se zmenšilo riziko komplikací. Následuje tedy až po jasném určení diagnózy, zvážení celkového stavu pacienta nebo pakliže dojde v výraznému zhoršení pacientova stavu.
Dalším možným způsobem léčby je litotrypse extrakorporální rázovou vlnou (LERV). Jedná se o neinvazivní metodu, jejíž princip spočívá v přivedení tlakové energie, která je dostatečná k narušení struktur kamenů a zároveň nepoškodí ostatní tkáně. Tato metoda má ve srovnání s předchozími malé následky.

## Rizikové faktory a prevence
Mezi nejčastější rizikové faktory patří špatné stravovací návyky, obezita, nedodržovaný pitný režim a stres. Vyšší výskyt žlučových kamenů je také zaznamenán u žen během těhotenství (gravidity) a v přechodu (klimakteriu). Ženy bývají onemocněním postižené až čtyřikrát častěji než muži.
Prevence je hlavně zaměřena na kvalitní, vyváženou a pravidelnou stravu a přísun tekutin. Strava by také neměla obsahovat velké hladiny cholesterolu.
Při pociťování bolesti v okolí pravého podžebří je potom důležité neprodleně navštívit svého praktického lékaře.